# Império do Espírito Santo da Fonte do Bastardo
O Império do Espírito Santo da Fonte do Bastardo é um Império do Divino Espírito Santo português localizado na freguesia da Fonte do Bastardo, concelho da Praia da Vitória e que faz parte do Inventário do Património Histórico e Religioso da Praia da Vitória e remonta a 1913.
Trata-se de uma construção que apresenta uma planta de formato quadrangular com um só piso.
Possui três vãos abertos na fachada principal que são as aberturas de uma porta ladeada por duas janelas. Apresenta ainda duas janelas em cada uma das paredes laterais. Os vãos da fachada principal apresentam na zona da bandeira um arco trilobado e todas as janelas apresentam uma pequena guarda em ferro fundido.
A fachada principal encontra-se encimada por um frontão de forma contracurvada e é limitado por uma cornija tendo no cimo da fachada principal apresenta uma Coroa do Espírito Santo sobre elementos decorativos de origens vegetalistas.
O frontão da fachada é ladeado por pináculos e o tímpano foi na sua maioria preenchido por um elemento decorativo destinado a enquadrar a data de "1913".
Este império foi construído em alvenaria de pedra rebocada e caiada a cal de cor branca, à excepção dos colunelos entre os vãos, das cornijas e dos elementos decorativos que são pintados de amarelo, verde e vermelho. O soco é pintado de preto. A cobertura apresenta-se com duas águas em telha de meia-cana de produção industrial. A escada de acesso foi feita em madeira e é amovível.